# テッペンめざせ!BIG MOUTH!!
テッペンめざせ!BIG MOUTH!!（てっぺんめざせ びっぐまうす）は、2009年1月9日から同年3月27日までTBSで毎週金曜日22:54～23:00に放送されていたミニ番組。日本マクドナルドの一社提供だった。

## 概要
様々な著名人が成功するまでを描いた、ミニドキュメンタリー。冒頭でその著名人が発した言葉「BIG MOUTH」を紹介する。「BIG MOUTH」は、当時マクドナルドが売り出していたハンバーガー「クォーターパウンダー」のキャッチコピーにちなんでいる。
なお終了後は、TBS系列の番組（主にドラマ番組）や、TBSが制作協力の映画の宣伝ミニ番組を放送しており、正式なミニ番組は放送されていなかったが、2009年7月10日からは『チャングムの世界』を放送した。

## ナレーター
- 城田優

## 放送リスト
1. 松坂大輔（2009年1月9日）
2. 内柴正人（1月16日）
3. バラク・オバマ（1月23日）
4. 上村愛子（1月30日）
5. 中村俊輔（2月6日）
6. 上野由岐子（2月13日）
7. 室伏広治（2月20日）
8. 上原ひろみ（2月27日）
9. 白石康次郎（3月6日）
10. 吉田沙保里（3月13日）
11. 為末大（3月20日）
12. 太田雄貴（3月27日）

## スタッフ
- プロデューサー：大久保徳宏
- 演出：小杉康夫
- 構成：谷田彰吾
- 製作：ドリマックス・テレビジョン